# SN 1972P
SN 1972P – supernowa odkryta 8 października 1972 roku w galaktyce A011930+0032. W momencie odkrycia miała maksymalną jasność 18,00m.